# Nazismo nos Estados Unidos
Partidos nazistas e outras organizações em prol do nazismo foram formados nos Estados Unidos durante o final do período entre guerras. Os membros desses grupos refletiam a simpatia de alguns germano-americanos pela Alemanha nazista, abraçando o espírito nacional-socialista na Europa e estabelecendo-o nas Américas. Durante o período entre guerras e a eclosão da Segunda Guerra Mundial, os partidos nazistas americanos se envolveram na propaganda nazista, invasão de sedes de jornais, espalhar materiais pró-nazi, e se infiltravam em outras organizações.
O apoio de parte da sociedade dos Estados Unidos à ideologia nazista vem desde o surgimento do Partido Nacional Socialista dos Trabalhadores Alemães em 1920. Essa simpatia à ideologia nazista influencia a política e a sociedade americana, em maior ou menor grau desde então.

## Cultura
Em partes do Estados Unidos, várias pessoas não brancas foram proibidas de manter empregos do governo, mesmo durante a segunda metade do século XX, repercutindo até hoje em uma parcela relevante da população e atualmente isso inclui muçulmanos também. A população branca dos Estados Unidos usou o seu poder econômico e político para legalmente segregar os espaços públicos e edifícios e estabelecer o domínio social sobre as pessoas de cor no sul dos Estados Unidos. A legislação aprovada nos Estados Unidos entre 1921 e 1924 foi interpretada como anti-semita, pois restringia severamente as cotas de imigração de nações da Europa Oriental com grandes populações judaicas; cerca de três milhões de judeus tentaram emigrar para o Estados Unidos em 1920. Na época houve trocas culturais mútuas entre as duas sociedades, como no caso dos elogios mútuos entre a Gestapo e o FBI. Segundo Jeane J. Kirkpatrick, embaixadora do governo norte-americano na ONU nos anos 80, seria possível reformar apenas regimes autoritários de direita totalitários mediante um comércio com os Estados Unidos, ao contrário do autoritarismo de esquerda que seria na visão dele irreformável. O nazismo norte-americano em sua versão recente se manifesta com influências esotéricas herdada do movimento de contracultura dos anos 60, mas também houve influências unidirecionais de uma cultura política para outra como nos casos a seguir. Em 2017, houve várias manifestações inspiradas na Unite the Right no mundo todo, incluindo no Reino Unido, organizados e liderados pelo Partido Nacional Britânico.

### Influências da sociedade norte-americana no nazismo

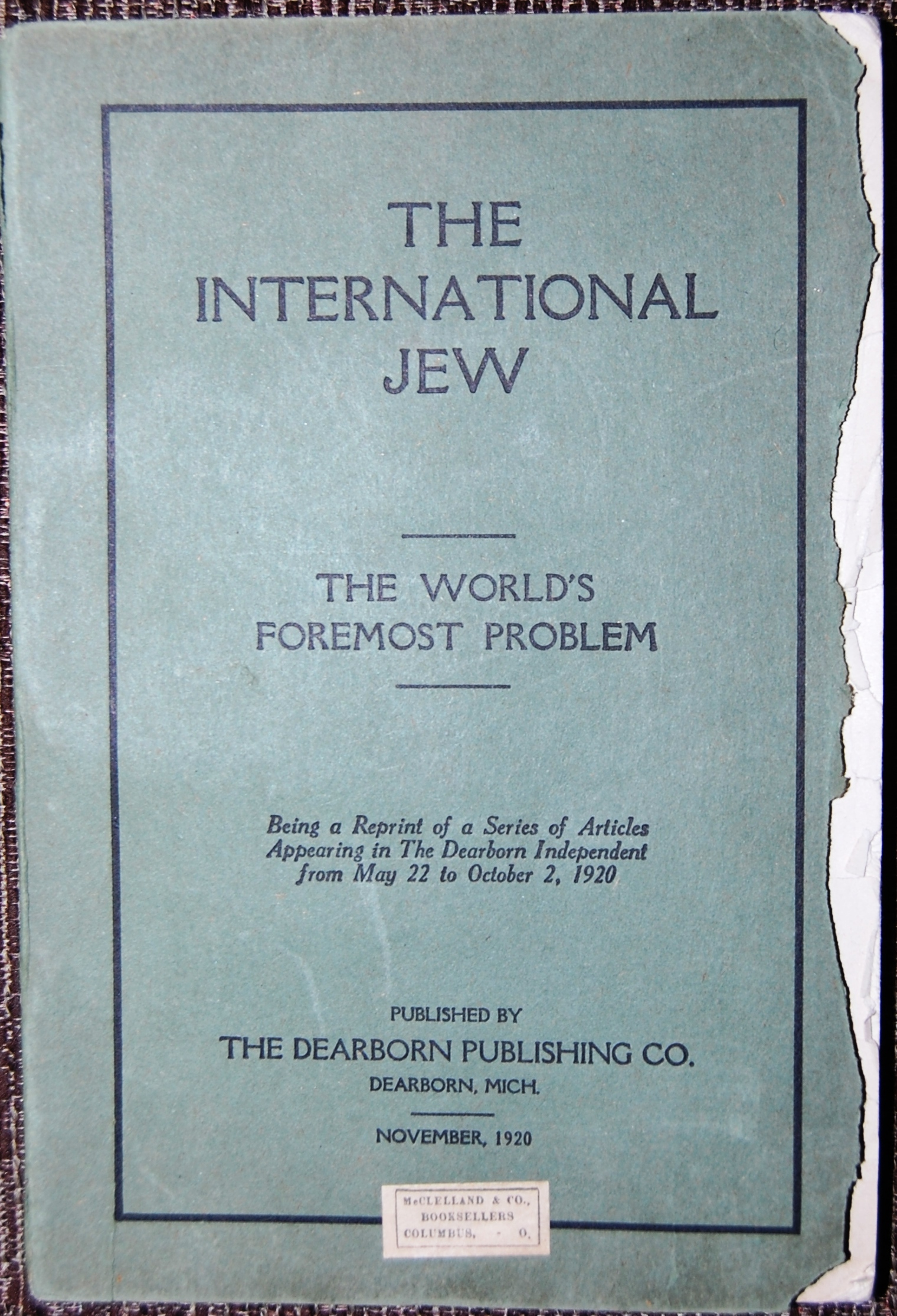
O judeu internacional, novembro de 1920, primeira edição por Henry Ford

A Associated Press (AP) continuou a operar na Alemanha Nazista, mesmo tendo recebido o prêmio Pulitzer de 1939, que criticava a ascensão de Adolf Hitler e o anti-semitismo no país. Seguindo as novas leis, a AP empregou apenas funcionários alemães, e demitiu funcionários judeus. O jornal foi o único do mundo ocidental a poder continuar operando no país até o Ataque a Pearl Harbor em 1941, mas continuava a receber fotografias da Alemanha e dos frontes do leste europeu com a permissão do exército americano.
A Fundação Rockefeller financiou o programa eugenista de Joseph Mengele e em 1934 eugenistas norte-americanos organizaram uma feira científica para recepcionar os médicos higienistas alemães além do fato de que estas pesquisas serviram de inspiração para a criação das leis de Nuremberg. A família Rockefeller através do Chase Bank foi investigada por guardar dinheiro que nazistas tomaram de judeus franceses na Suíça ainda durante a Segunda Guerra.
Heinrich Himmler declarou que Ford era como "um dos nossos mais valiosos e importantes, combatentes espirituosos" depois de receber financiamento dele na campanha eleitoral de 1933.
Walt Disney apoiou ativamente o nazismo, apesar da sua produtora ter criado animações em prol dos Americanos.
O vice-presidente das relações exteriores da GM, James D. Mooney, recebeu condecorações similares a dele, como no caso da Ordem de Mérito da Águia Alemã de 1.ª Classe dele. O próprio Hitler reverenciava Ford, mantendo um retrato dele em seu gabinete, além de desejar colocar o fordismo em prática na Alemanha. Grandes movimentos religiosos novos dos Estados Unidos apoiaram a perseguição do governo da Alemanha Nazi a homossexuais.

### Influências do nazismo na sociedade norte-americana
Durande a Fed Cup de 2017 nos Estados Unidos, na recepção de uma tenista alemã descendente de eslavos foi colocado o hino da Alemanha Nazi, fato este que ofendeu a atleta, sendo que ela mais tarde solicitou que os organizadores do evento pedissem desculpas. A eugenia norte-americana influênciou o nazismo, cientistas nazistas ajudaram na fundação da NASA. e foram usadas pesquisas nazistas dos riscos sanitários do Fosgênio na saúde humana para ver se poderia proibi-lo. Um dos principais heróis da Marvel, o capitão América foi admitido como nazista. e pastores como Rick Warren se inspiraram na juventude hitlerista para o trabalho de evangelização.
A aplicação rigorosa da pena de morte contra crianças afro-americanas na época teve origem no movimento nazista do país O nazismo também se inspirou na hierarquia da Igreja Mórmon norte-americana desde o momento da fundação do partido nazista e Alfred Rosenberg se inspirou em Lothrop Stoddard pára falar sobre a ameaça dos "subhumanos" (Untermensch), além de afirmar que os Estados Unidos eram o país do futuro, sendo que já tinha visitado a Alemanha e foi elogiado pelos presidentes Herbert Hoover e Warren G. Harding por este tipo de assertiva.
Em 2014, a P&G foi condenada socialmente por usar simbologia nazista no sabão em pó Ariel.
Os norte-americanos também aprenderam técnicas de interrogatório com os nazistas. Vários empresários, políticos e intelectuais, como Henry Louis Mencken consideravam o nazismo como uma forma de evitar o comunismo.

## Relações político-econômicas

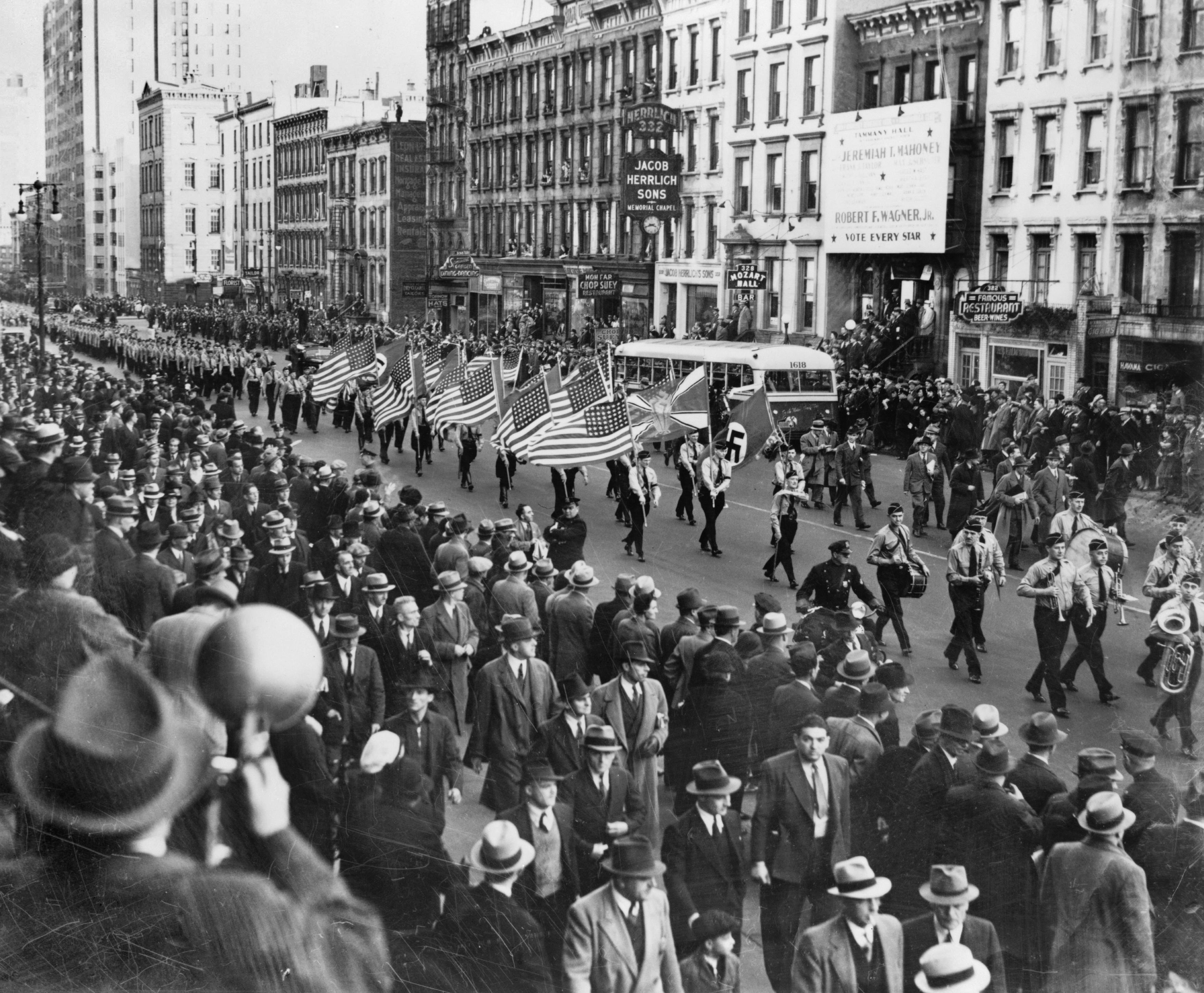
Desfile do Bund germano-americano em East 86th St., New York City, em 30 de outubro de 1939.

O país durante a Guerra Fria apoiou nacionais-socialistas na tentativa de tomar o poder na Síria em 1949. Além disso, o pais tem sido descrito como o maior promotor de democídios desde a Segunda Guerra Mundial. Ilustres norte-americanos como Walt Disney promoveram a Operação Paperclip para trazer cientistas e engenheiros nazistas para a NASA e segundo Wallace, o nazismo americano imita a via prussiana de Hitler exceto no uso inicial da força interna. O governo Trump em 2017 cortou incentivos fiscais a ongs antinazistas dos Estados Unidos e de desradicalização deste movimento alegando nada após o episódio e o mesmo usou de um lema fascista dos anos 20 para sua campanha eleitoral.
A Ford, por exemplo, reduziu os custos do trabalho de quinze por cento dos volumes de negócios em 1933 para apenas onze por cento em 1938 e trabalhadores da Coca-Cola em Essen antes da guerra não podiam mudar de emprego ou protestar além de produzirem em um ritmo frenético. Prescott Bush era dono do Banco União que emprestou dinheiro para a ThyssenKrupp, uma das patrocinadoras do Partido nacional-socialista antes de chegar ao poder. Durante a guerra, os nazistas negociaram a sua rendição com norte-americanos sem o envolvimento dos soviéticos em 1944 na Itália, deixando muitos deles fugirem, inclusive o assassino de 300 mil judeus Karl Wolff.
O senador John McCain se reuniu com o chefe do ex-Partido Nacional Socialista dos Trabalhadores Ucranianos e atual Svoboda em 2013 e em março de 2015 o governo ianque mandou tropas para treinar o Batalhão Azov que é famoso por usar simbologia nazista. Ainda durante a Guerra Fria, nazistas ucranianos criaram uma rede de fuga para os Estados Unidos em troca de colaboração contra o Partido Comunista da Alemanha. O governo norte-americano em 2014 votou contra uma proposta no Conselho de Segurança das Nações Unidas que combatia a glorificação do nazismo, sendo que os únicos países que votaram contra a proposta na Assembleia Geral contra foi a Ucrânia, o Canadá e os Estados Unidos. Os Estados Unidos tem boas relações como o governo ucraniano que celebra heróis colaboracionistas desde 2014. Financiadores norte-americanos como George Soros apoiaram a ascensão de partidos neonazistas como Svoboda na participação política na Ucrânia em 2014 e não se arrempenderam. A mídia norte-americana também se silenciou com o genocídio cometido na Ucrânia.
Na operação Paperclip, o governo norte-americano deu asilo para milhares de cientistas nazistas que foi essenciais dentre outras coisas na criação da NASA. O governo norte-americano também aceitou líderes nazistas tradicionais da Ucrânia como exilados políticos o que ajudou a formar uma comunidade neonazi formidável por lá. No pós-guerra, comunistas tomam o controle dos sindicatos e fábricas, mas posteriormente por pressão de tropas norte-americanas e do governo alemão, nazistas da velha guarda voltam a gerência da empresa. Desde esta época, os Estados Unidos são um dos maiores asilos políticos para nazistas foragidos. Durante a fundação da Alemanha Ocidental, o Serviço Federal de Inteligência da Alemanha foi refundado por antigos nazistas em sua maioria e muitos exilados no pós-guerra receberam asilo do CIA para fins assumidamente de espionagem. Apesar disto existe um caso de um antigo engenheiro nazista que usou trabalho escravo na Alemanha e conseguiu um visto de cidadania nos Estados Unidos para abrir uma empresa. O BND alemão por exemplo foi auxiliado pela CIA no momento do seu estabelecimento com o auxilio de nazistas dos tempos de Hitler. Muitos antigos nazistas serviam para os propósitos da espionagem do país na época da guerra fria.
Houve um lobby forte para que se adiasse o rompimento diplomático entre Estados Unidos e Alemanha Nazista. O Hermann Göring ficou amigo do presidente da Texaco e vendeu muito petróleo para o governo alemão estocar antes da guerra. A Ford inclusive continuo fornecendo veículos de guerra para a Alemanha Nazista, usando inclusive mão de obra em campos de concentração durante toda a guerra. O líder da Juventude Hitlerista, Baldur von Schirach afirmou que foi influenciado por Ford na execução de 65 mil judeus na sua administração como interventor militar de Viena. Os líderes americanos expressaram a confiança de que o nazismo naquela época impediu o bolchevismo na Europa. Além disso houve tentativas de se restaurar governos fascistas em 1949 na Albânia e com sucesso na Grécia de 1944.
Lideres empresariais viam como uma necessidade apoiar todas as iniciativas contra a administração soviética que serviu de exemplo para os comunistas norte-americanos e ao invés de acompanhar o resto do mundo na crise de 29 gerou uma revolução industrial em seu país de impacto semelhante a da recuperação da Alemanha Ocidental durante a Guerra Fria. O governo norte americano através de uma equipe de embaixadores dentre os quais estava o pai de John F. Kennedy tentou persuadir os bretões a se renderem ao nazismo para que Hitler pudesse dedicar todo seu esforço em uma futura ofensiva contra os soviéticos. A General Motors e a Ford forneceram os motores e peças de reposição para os veículos militares alemães antes da guerra, sendo que o próprio Henry Ford apoiou desde o seu início o nazismo.
A mídia americana, como Harper's Magazine elogiou a "revolução financeira" alemã que foi comparada ao New Deal ianque por alguns economistas. Em países em que o uso de simbologia nazista é proibida, como no caso da Alemanha, há o uso da bandeira confederada. Antigos nazistas búlgaros no exílio nos Estados Unidos fundaram uma subdivisão do Partido Republicano voltada para lobby anti-soviético nos Estados Unidos e atividades de subversão nos países-membros do Pacto de Varsóvia.
A empresa de pneus Du Pont apoiou financeiramente a carreira política de Adolf Hitler apesar da família proprietária da empresa ter antepassados judeus. A Ford e a GM juntas produziram metade dos tanques de guerra da Alemanha. A Gestapo fechava já em 1938 sindicatos, prendendo e facilitando demissões em caso de greves como na fábrica da General Motors em Rüsselsheim. Segundo um membro importante da resistência antifa e ex-professor na Turíngia, Otto Jenssen, a burguesia local e estrangeira estava feliz que o medo do campo de concentração amansava o proletariado germânico além do próprio chefe da ITT demonstrar gratidão pelo regime. A Ford recebeu um certificado encomendado de empresa alemã, ficando em condições iguais as empresas locais em contratos com o governo hitlerista em 1938. O Alfred Sloan defendeu publicamente os investimentos da General Motors na Alemanha citando a alta rentabilidade ali. A IBM criou fábricas de cartões perfurados na Alemanha Nazi que quase dobraram as suas vendas com crescimento do retorno líquido do investimento de 16 por cento, ambos em 1938, sendo que a sua filial na Alemanha mais do que dobrou seu patrimônio.
O Ford usou filiais da empresa em países terceiros para fornecer cobre e borracha para o exercito nazista e na prática o governo alemão legalizou a remessa de lugros mediante reinvestimento em compra de empresas alemãs e pagamento de royalties e juros de empréstimos fictícios da sede para a filial. O valor dos ativos da filial da Ford na Alemanha mais do que dobra entre 1930 e 1939 e inclusive quase que se multiplica por 8 de 1939 até 1941. O Henry ford escreveu em 1920 um livro chamado O judeu internacional que mais tarde foi considerado pelo próprio Hitler como uma das suas influências políticas, sendo que na época o antissemitismo era mais visível nos Estados Unidos do que na Alemanha da época. A visão antissemita de Ford estava fortemente entrelaçada com o anticomunismo e contra o "coletivismo" judeu, assim como no caso de Hitler e muitos empresários pró-Hitler definiam o New Deal de Franklin Delano Roosevelt como "Jew Deal", rejeitando também o internacionalismo marxista além de preparar o terreno para uma tentativa de golpe contra o presidente inclusive usando ferramentas de Propaganda.
Estes empresários também ensaiaram uma conspiração contra o presidente estado-unidense para implantar um regime fascista aos moldes dos regimes do Eixo. Muitos empresários do Ocidente e especialistas em Relações Internacionais do entre-guerras esperavam que Hitler fosse poupar Estados Unidos, França e Reino Unido para derrubar a União Soviética como o líder tedesco afirmou no livro Mein Kampf, gerando a política de apaziguamento. Um quarto das ações da empresa fabricante de aviões Focke-Wulf eram da ITT, fornecendo borracha e óleo lubrificante para a Luftwaffe. A Standard Oil e a Texaco forneceram óleo lubrificante, diesel e outros derivas de petróleo através de portos espanhóis durante a guerra através do laranja William Rhodes Davis. O próprio Albert Speer admitiu que sem os aditivos de combustíveis para aviação vendidos pela GM e a Standard Oil em parceria acionária com a IG Farben, o conceito de Blitzkrieg teria sido inimaginável.
Os aparelhos de comunicação usados em ofensivas aéreas e terrestres orquestradas em uma guerra-relâmpago da Wehrmacht eram a maior parte fabricados pela ITT e o resto pela IBM através de sua filial alemã Dehomag. O chefe da IBM tinha expectativas quanto a vitória teutônica na guerra junto com os benefícios que seriam colhidos mediante a sua aposta e empresas como Coca-Cola e Ford criaram novas filiais em áreas ocupadas por nazistas. Já o Henry Ford desejava apoiar os dois lados da guerra até que ambos ficassem exauridos assim como era a linha de raciocínio dos executivos da GM e apesar de muitas lideranças corporativas desejassem que isto ocorresse, a expectativa geral era de que o exército alemão trucidasse com a União Soviética, sendo que quando a URSS começou sua contra-ofensiva os Estados Unidos estenderam o Lend-Lease ao governo de Moscou o que segundo o estado de arte da historiografia contemporânea era irrelevante perto do apoio norte-americano dado as potências do Eixo.
Inclusive empresários norte-americanos fizeram duas festas de recepção da delegação comercial da embaixada da Alemanha comemorando as vitórias alemãs em 26 e 30 de junho de 1940. A dependência do exército alemão com relação aos lubrificantes estadunidenses subiu de 44% em julho de 1941 para 94% em setembro de 1941. Durante a guerra também houve uma perda econômica significativa devido ao rompimento das relações entre os dois países. Quando teve o ataque no Havaí, quem tomou a iniciativa de romper a diplomacia foi Hitler, esperando em vão que o Japão declarasse guerra aos soviéticos, o que foi acompanhada posteriormente por um rompimento da Itália pelo mesmo motivo. Depois do rompimento, Hitler manteve o estatuto de propriedade da Ford intacta durante a guerra e a GM controlava 100% do patrimônio e lucros da Opel em território ocupado. O governo Roosevelt emitiu um decreto após o ataque supracitado que permitia o comércio dos Estados Unidos com países inimigos mediante um decreto especial, sendo que os Rockfeller pagaram uma multa menor por terem "traído a América", mas continuaram autorizados a executar o seu comércio. O governo norte-americano já sabia do holocausto judeu no mínimo desde 1942 com dois milhões de mortos mais 5 milhões com risco de vida segundo documentos liberados pela ONU.
Durante toda a guerra as sedes ianques se comunicavam com suas filiais através de sua filial na Suiça ou por meio da empresa de telefonia Transradio que era uma joint-venture entre ITT, RCA, Telefunken e Siemens. A IBM usava malas diplomáticas para transportar mensagens para suas filiais em países ocupados ou neutros naquela época, sendo que a coerção nas filiais por parte dos nazistas era mínima, permitiam que a sede mantivesse um controle administrativo da empresa no local, o controle da empresa foi repassado para gerentes alemães confidentes dos executivos de Wall Street e do governo alemão e gerentes nazistas antes da guerra ganharam poder dentro da empresa durante o conflito além de ganharem cargos no governo alemão.
Desde que as derrotas alemãs no front oriental começaram a ocorrer, o governo alemão deixou de se importar cada vez mais com a nacionalidade dos donos das fábrica por causa da necessidade crescente de mais aviões para combate. As empresas estrangeiras de máquinas e equipamentos e o governo alemão não desejavam executar mudanças bruscas na administração de suas filiais, pois elas já se adequaram ao fordismo de alta produtividade e não desejavam desorganizar a produção de guerra naquele momento, inclusive fazendo inovações tenologicas na área militar. Empresas como a ITT preferiram apoiar os nazistas do que os próprios norte-americanos, entregando inclusive equipamentos para quebrar códigos diplomáticos, sendo que também forneceu equipamentos militares não-letais e o fornecimento de materiais bélicos por parte das empresas norte-americanas foram elogiados pelos ministros do governo alemão como pioneiras na tecnologia militar. Durante a guerra, os nazistas ampliaram a carga horária e mantiveram uma inflação alta que erodia os salários e uma rotatividade de emprego nula, fazendo que se necessitasse de mão de obra dos campos de concentração como no caso da Coca-Cola (com a sua filial Fanta), da Ford, da GM, da Kodak e a fábrica de cadeados Yale.
As filiais estavam em uma lista de lugares que não poderiam ser bombardeados pela força aérea dos aliados e de fato foram consideradas áreas seguras apesar de eventualmente cai explosivos naquelas localidades. O governo nazi não só protegeu estas filiais como também indenizou elas pelos danos causados pelos bombardeios. Grupos nazistas na Ucrânia foram apoiados pelos Estados Unidos desde os anos 1930. Já em áreas ocupadas pelos norte-americanos, houve uma infestação de representantes das multinacionais ianques para frustar o plano de Henry Morgenthau Sr. de empobrecer a Alemanha para que ela seja inofensiva para os Estados Unidos, já que as empresas tinham mercado e infra-estrutura ali. Segundo o historiador Bradford Snell, Hitler poderia ter invadido a Polônia sem a Suíça, mas não sem a GM. Os Estados Unidos também receberam asilados da nazista ustasha durante e após a Segunda Guerra Mundial. Quanto ao Nelson Rockefeller durante a guerra emprestou dinheiro para que os "Diários Associados" comprassem a filial da Schering AG no Brasil antes dela ser confiscada pelo governo Getúlio Vargas além dos Estados Unidos enviarem um consul em homenagem ao nazismo no sul do Brasil.
Logo após a Primeira Grande Guerra, a desigualdade social nos Estados Unidos assumiu valores constantemente superiores ao padrão europeu, mesmo no auge do nazismo durante a guerra posterior. Bancos norte-americanos atuaram em países ocupados pelos nazistas, incluso fora da Suíça facilitando a lavagem de dinheiro no auge e no fim da guerra. O movimento anarcocapitalista brasileiro também teve forte influência dos nazistas norte-americanos. Pat Buchanan e Trump também trocaram ad hitlerums entre si em 1999 durante o debate sobre sonegação de impostos além de Obama condenar Trump por sua complacência com relação ao nazismo. Trump também foi usado como ferramenta para que lea possa se aproximar do poder e eles não rejeitam o "pluralismo" cristão. A embaixada da Ucrânia também fez comemorações neonazis em seu interior em 2017. e nos anos 50 houve uma intensa colaboração para a transferência de nazis da Europa para as Américas com o pretexto de se levar clérigos católicos. A Ayn Rand também é descrita como uma fascista em solo ianque por libertários. O governo Trump também continuo o apoio diplomático que Obama cedeu a nazista na ONU em 2017. e políticos como Bernie Sanders condenaram a ascensão do nazismo nos Estados unidos no mesmo ano. Em 2017 a embaixadora do país na ONU, Nikki Haley vetou um acordo contra o nazismo a nível internacional.

### Comparações políticas entre a política americana e o nazismo
O sistema jurídico norte-americano do século XXI também tem similaridades com o da Alemanha Nazi no estímulo a delações e na desproporcional força jurídica delas além de poder ampliar condenações judiciais indefinitivamente mesmo depois de cumpridas. Autoras como Naomi Wolf descreveu similaridades entre o governo de George W. Bush com o governo nazista, pois ambos buscam um inimigo externo, crian campos de tortura, uso da base de apoio política como tropa de choque de suas políticas, estimular a vigilantes, criarem bodes expiatórios para fazer um encalço persistente, efetuar detenções temporárias e solturas arbitrárias de prisioneiros sem uma justificativa consistente, ameaçar críticos proeminentes, controlar a imprensa, acusar os dissidentes de traição, e suspender o Estado Democrático de Direito.
O marketeiro Steve Bannon auxiliou na eleição de Donald Trump, apoiando-se em tópicos sensíveis, como a imigração, e promovendo o nacionalismo. Sua presidência foi fortemente criticada pelo crescimento do neoconservadorismo e o neonazismo no país. A política migratória de Donald Trump também foi comparada com a do governo norte-americano na época que barrou a migração de pessoas como Anne Frank para fugir da Alemanha nazi. O próprio Instituto Anne Frank e a irmã viva dela acusaram Trump de práticas nazistas e ex-presidentes mexicanos como Felipe Calderón, Andrés Manuel López Obrador e Vicente Fox também compararam Hitler com Trump.

## Na atualidade
No dia 11 de agosto de 2017, ocorreu uma manifestação na cidade de Charlottesville, no Estado da Virgínia na qual participaram centenas de homens e mulheres carregando tochas, fazendo saudações nazistas e gritando palavras de ordem contra negros, imigrantes, homossexuais e judeus.
No dia 12 de agosto, ocorreram confrontos entre supremacistas e grupos antirracistas que resultaram em uma morte e 20 pessoas feridas. A polícia local também evitou enfrentamentos com grupos neonazis na manifestação.
Há diversos grupos neonazistas nos Estados Unidos, incluindo o Partido Nazista Americano, o Movimento Socialista Nacional e o mais visível deles: a Aliança Nacional, que participou dos eventos em Charlottesville em agosto de 2017.

## Movimentos de resistência ao nazismo no país
Nos anos 30 os norte-americanos que lutaram contra o nazi-fascismo na Espanha eram considerados pela sociedade norte-americana como antifascistas prematuros e geralmente associados a comunistas e esquerdistas e inclusive radialistas como Walter Winchell expuseram a força de organizações nazi-fascistas norte-americanas na época do entre-guerras. Antifascistas foram acusados de assassinatos de lideranças nazis na época, casos que inclusive houve condenação destes. Em reação a Mussolini em 1923, italianos radicados nos Estados Unidos e seus descendentes criaram a Liga Antifascista da América do Norte. Na década de 20, W. E. B. Du Bois criou uma associação de negros antifascistas nos Estados Unidos com braços em Gana, sendo criticado pelo autor nazista Alfred Rosenberg e mesmo tendo sucesso na instauração de um governo antifascista um golpe arquitetado pela CIA derrubou aquela administração. Embora a nomeação de Hitler como chanceler da Alemanha estimulasse a atividade, a determinação comunista de controlar os grupos anti-fascistas que se formaram provocou divisão, fragmentação e fraqueza. A Liga Nacional de Estudantes, formada em dezembro de 1932, votou uma regência anti-fascista em sua plataforma. A Liga Americana Contra a Guerra e o Fascismo era uma frente comunista, com apenas 20.000 membros em 1939, mas organizaram 1.023 organizações afiliadas (mais de 7 milhões de membros), a maior organização anti-fascista dos Estados Unidos. Em seu 2º congresso, em setembro de 1934, havia delegados que representavam 1.807.210 membros; No 3º congresso, delegados que representam 3.291.906 americanos e 350.000 na Liga Canadense Contra a Guerra e o Fascismo.
Em 13 de abril de 1934, 25.000 estudantes organizaram uma greve de paz, uma greve bem sucedida que estimulou a criação do Congresso Americano da Juventude (CAJ). No ano seguinte, a greve pela paz dos estudantes em 12 de abril de 1935 envolveu cerca de 175.000 alunos e 150 escola lançando as bases para muitos dos ativistas pelos direitos civis na década de 1950 e contra a Guerra do Vietnã na década de 1960. Em dezembro de 1935, a Liga Nacional de Estudantes, um grupo relativamente benigno, tornou-se a União Americana de Estudantes, com 20.000 membros. Junto com o CAJ, eles organizaram greves de paz ainda maiores em 1936 e 1937. Apesar dos atritos entre socialistas e comunistas, o líder socialista Alfred Emanuel Smith lançou uma declaração conjunta condenando o nazismo apoiada por associações judias da época e grupos comunistas nos anos 30. Apesar disso, a reação da comunidade judia a ascensão do nazismo na Europa foi fraca porque muitos deles eram parentes ou tinham lutado na Primeira Guerra Mundial ao lado do exército alemão além de estarem isolados da comunidade judia internacional e demonstrarem desprezo pela massa de judeus pobres que adentravam no território ianque em busca de asilo político.
O movimento antifa até a subida ao poder de Hitler era dividido e uma campanha de boicote a Alemanha foi suspensa quando a Alemanha começou uma campanha contrária ao comércio contra judeus. Apesar do fracasso da Conferência de Evian na tentativa do governo FDR dissuadir Hitler do Holocausto, as maquinações nazistas já estavam as claras para o público estadunidense da época, sendo que quando ocorreu o massacre da noite dos cristais, quase mil jornais norte-americanos se posicionaram contra Hitler. Uma tentativa de se aprovar uma lei oferecendo asilo para 2 mil crianças foragidas do regime nazista fracassou e a situação piora quando ocorre o acordo entre Stálin e Hitler e os comunistas de todas as variantes políticas são marginalizados do movimento antifascista nativo, o FDR declarou na sua presidência antes da guerra que o fascismo em seu país estava crescendo. inclusive a variante stalinista dominante.
Um processo em que os nazistas venceram contra um bairro judeu de Cincinnati e MLK pelo direito de liberdade de expressão nos anos 70 polarizou a sociedade norte americana e levou a um precedente que permitia a participação de nazistas em todas as esferas da sociedade. O tema antifascismo também tem rendido muita vendagem de livros nos anos 10 do século XXI. Presidentes como Evo Morales também condenaram o crescimento do neonazismo no mundo apoiado pelo Trump.